# Naravne regije Nemčije
Ta delitev Nemčije na glavne naravne regije upošteva predvsem geomorfološke, geološke, hidrološke in pedološke kriterije, da bi državo razdelila na velike fizične enote s skupno geografsko osnovo. Politične meje pri tem nimajo nobene vloge, razen določanja državne meje.
Poleg razdelitve Nemčije po naravnih regijah so zvezne oblasti izdelale tudi delitev po tako imenovanih pokrajinskih območjih (Landschaftsräume), ki temelji bolj na človekovi izrabi različnih regij in ima torej jasno različne meje.

## Podlaga Zveznega inštituta za regionalne študije (BfL)
Klasifikacija naravnih regij Nemčije, kot jo danes uporablja Zvezni urad za varstvo narave (Bundesamt für Naturschutz ali BfN) in večina državnih institucij, v veliki meri temelji na delu pri izdelavi Priročnika o delitvah naravnih regij Nemčije med letoma 1953 do 1962. To je razdelilo sedanje zvezno ozemlje (takrat Zahodna in Vzhodna Nemčija) na 86  tako imenovanih večjih skupin krajinskih enot (Haupteinheitgruppen), vsaka z dvomestnim številom med 01 in 90. Te pa so bile nadalje razdeljene na do deset, v nekaterih primerih več, večjih krajinskih enot (Haupteinheiten), vsaka s trimestno številko. Priročniku je bil priložen zemljevid v merilu 1:100.000, na posodobljenem zemljevidu iz leta 1960 pa so bile glavne skupine krajinskih enot združene v glavne regije (Großregionen).
Posledično se je pojavila regionalna klasifikacija Nemčije s petimi (od leta 1976: šest)[3] primarnimi krajinskimi regijami (naturräumliche Großregionen 1. Ordnung), razdeljenimi na 18 (od 1964: 19) sekundarnih krajinskih regij (naturräumliche Großregionen). 2. Ordnung). Glavne skupine enot pravzaprav tvorijo tretjo ali terciarno raven	 pokrajinskih regij, glavne enote pa četrto raven. Številne sekundarne pokrajinske regije imajo samo eno večjo skupino enot (Mecklenburško obalno nižavje, Harz, Turingijska kotlina, Zgornje Glavno in Zgornje Palatinsko hribovje, Južnoalpsko predgorje), druge pa združujejo dobro znane večje regije (Renski masiv, Južno nemški Stufenland); druge so popolnoma nove skupine.
V kasnejšem delu v merilu 1:200.000, ki je trajalo do 1990-ih in je krajinske regije nadalje razdelilo na peto in nižje ravni (z uporabo trimestnih števil, dopolnjenih z nadaljnjimi številkami za decimalno vejico), je postalo očitno, da so bile meje večjih regij na drugi in tretji ravni na več mestih popravljene in v posameznih primerih niso bile več združljive z mejami večjih skupin enot. Vendar to ne vpliva na sistem številčenja nižjih ravni.

## Nova klasifikacija Zveznega urada za varstvo narave (BfN)
Od leta 1992 do 1994 je Axel Ssymank revidiral glavne skupine enot 01-90 pod vodstvom BfN. Večina skupin je ohranila svoje meje, vendar so bile v nekaterih primerih dve do štiri večje skupine enot v skladu s priročnikom združene, medtem ko je bila v Severnem in Baltskem morju ena stara skupina razdeljena na štiri nove.
Oštevilčenje novih enot, od D01 do D73, je povsem novo in poteka od severa proti jugu, ne kot v priročniku od juga proti severu. Torej ni združljiv s številom glavnih in podrejenih krajinskih enot, zato ni bil sprejet v državnih institucijah. Celo BfN je večinoma sledil starejšemu sistemu v priročniku v svojih krajinskih datotekah z dejstvi (Landschaftssteckbriefe).
Ssymank je združil naravne regije v osem tako imenovanih velikih pokrajin (Großlandschaften), ki so precej manj natančno razdeljene kot sekundarne glavne regije (Großregionen 2. Ordnung) BfL. Edina razlika med obema sistemoma je razdelitev Severnonemške nižine na zahodni in vzhodni del, ki temelji na njuni podnebni delitvi na atlantsko in celinsko območje. Meja poteka naključno vzhodno od krajinskih enot D22, D24, D28, D31 in D33. Te velike krajinske definicije še niso bile uporabljene v literaturi.

## Seznam večjih pokrajinskih območij - ravni 1 do 3
Nemčijo lahko razdelimo na tri velike geografske regije: Severnonemško nižavje, Centralno nemško višavje in Alpe, ki potekajo približno od zahoda proti vzhodu čez državo.
Uradne glavne pokrajinske skupine, ki bolj ali manj ustrezajo terciarni ravni večjih pokrajinskih regij, so razvrščene po sistemu primarnih in sekundarnih pokrajinskih regij. Te podrazdelitve v veliki meri ustrezajo publikacijam Inštituta za regionalne študije (BfL) od leta 1960, ki so:
- Prva različica Heinricha Müller-Minyja se je pojavila v posodobljenem priročniku zemljevida, preglednih zemljevidih posameznih listov zemljevida iz leta 1960 in v deveti izdaji priročnika (1962) [7]
- V listih karte iz leta 1964 je bila ta verzija nekoliko spremenjena:
  - Zgornji Palatin-Zgornje glavno hribovje (Oberpfälzisch-Obermainische Hügelland) je bil dvignjen s tretje na drugo raven.
  - Sekundarna krajinska regija Lössbörden[8] je bila razširjena, zlasti na zahodu.
- Od leta 1979 (List 182 Burghausen) do njihove zadnje objave (List München in Tegernsee 1994) je bila še ena sprememba listov zemljevida: 
  - Primarna krajinska regija, Sredogorje (Mittelgebirge), je bila razdeljena na dvoje na Mittelgebirgsschwelle in Schichtstufenland
- Klasifikacija naravnih regij na Saškem, ki je bila objavljena po klasifikaciji Inštituta za regionalne študije in se nenehno revidira, pripisuje večji severni del glavne skupine enot Zgornje Lužice (Oberlausitz) Lössbördnu, tako da so samo Lužiške gore (Lausitzer Bergland) na jugu ostaja znotraj Centralnega višavja.

Zaradi jasnosti sta prva in druga raven glavnih pokrajinskih regij organizirani od severa proti jugu in od zahoda proti vzhodu. Znotraj sekundarne ali terciarne krajinske regije seznam sledi številčnemu vrstnemu redu v priročniku; številke BfN so navedene v oklepaju. Glavne terciarne krajinske regije so prikazane s krepkim poševnim tiskom. Zemljevidi, vsi v enakem merilu, so prikazani desno od seznamov.
Sedem glavnih regij je: severovzhodno nemško nižavje, severozahodno nemško nižavje, zahodno centralno višavje, vzhodno centralno višavje, Južno nemški Stufenland,  alpsko predgorje ter Severno in Baltsko morje.